# Örökség-ciklus
Az Örökség-ciklus Christopher Paolini amerikai szerző négy összefüggő könyvéből álló fantasy regényciklusa. A szerző 15 évesen kezdett bele a sorozat első részébe, az Eragonba.
A sorozat a fiatal fiú, Eragon felnőtté válását és a szabadságért való küzdelmét mutatja be. Maga a történet egy kitalált világban, Alagaësiában játszódik, ahol a zsarnok király, Galbatorix uralkodik. Eragon és sárkánya Saphira a lázadó vardenekkel, a tündékkel és a törpékkel vállvetve veszik fel a király ellen a harcot, és próbálják feltámasztani a Sárkánylovasok rendjét. A sorozat magyarul az Európa Könyvkiadó gondozásában jelentek meg.

## Szereplők
- Eragon: a történet kezdetén 15 éves főhős. Carvahallban született, apja Brom, anyja Selena. Mostohaapja Garow, mostohafivére Roran. Féltestvére Murtagh. Barna haja és szeme van. A történet kezdetén ember de az Agaetí Blödhrenen (Véreskü Ünnepén) a tündéékhez hasonló tulajdonságokkal ruházzák fel. Sárkánylovas, sárkánya Saphira. Mivel a Farthen Dûr-i csatában megöli Durzát az árnyat, Árnyölő Eragonnak is nevezik, sőt Galbatorixszal vívott párbaja után egyesek Királygyilkosnak is titulálják. Szerelme Arya, de a tünde hercegnő visszautasítja. Először Brom tanítja, ő mutatja meg neki a mágia és vívás alapjait. Brom halála után csatlakozik a vardenekhez és a Farthen Dûr-i csatában megöli Durzát. Innen Ellesmérába megy a tündékhez, ahol Oromis, az aranyszínű Glaedr sárkánylovasa aki megsérült a Tizenhárom Esküszegő elleni harcban, tanítja. Itt már a mágia magasabb fokát is megismeri. Itt történnek a bizonyos Agaetí Blödhren-i (Véreskü Ünnepi) események. Az Égő mezőkön vívott csatában megküzd Murtaghal és sárkányával Tövissel. Rorannal együtt elpusztítja a ra'zacokat, sőt később a Ra'zacok fiókáit is. Az Urubaeni csatában egy varázslattal ráébreszti Galbatorixot mi minden rosszat tett, mire Galbatorix megöli önmagát. Ezek után keletre megy, felnevelni a lovasok új nemzedékét.
- Saphira: egy kék színű sárkány, neve a zafír nevű ásványból ered.[1] Eragon lélektársa. Beceneve Saphira "Bjartskular" amely az ősnyelven zafírpikkelyt jelent. Párja Fírnen, Arya sárkánya. Apja Iormûngr, egy olyan sárkány akinek volt lovasa, anyja pedig Vervada. Rokona még Fekete Raugmar és Belgabad, akit Glaedr "mindünk közül a legnagyobb"-nak tituál. Szinte minden kalandja azonos Eragonéval, hiszen ők egy elválaszthatatlan páros. Brom, Eragon édesapjának sárkányát is így hívták, mielőtt egy Esküszegő megölte.
- Roran: Eragon unokatestvére, Garrow fia. Felesége Katrina, apósa Sloan. Miután szerelmét elrabolják a Ra'zacok és Galbatorix katonái megszállják a falut, felbuzdítja a Carvahalliakat és szembeszáll a megszállókal. Hamarosan a falusiakkal elindul át a Gerincen, és eljut a vardenekhez. Az Égő Mezőkön vívott csatában megöli az Ikreket, majd Eragon segítségével elpusztítja a Ra'zacokat. Csatlakozik a Vardenekhez katonaként, de már az elején kitűnik vezetési képessége, és harci ereje: egy csatában nem sok híján kétszáz ellenfelét megöli. Hamarosan a sereg fontos vezére lesz, döntő szerepet játszik az Aoroughs-i, Feinster-i, Belatona-i, és a végső Urubaen-i ütközetben. Itt megöli Barst nagyurat. A háború után visszatér Carvahallba és kastélyt épít.
- Arya: tünde lány,  a tündék országának, Du Weldenwardennek a hercegnője. Az Örökség idején 103 éves. Anyja Islanzadí, tünde királynő. A vardenek tünde nagykövete. Arya egyike volt azoknak, akik az utolsó, nem a király kezében lévő sárkánytojást őrizték, és megpróbálták megtalálni a sárkánytojás gazdáját.  Több mint hetven évig hordozta Saphira tojását, és próbálta kikeltetni. Durza,  egy gonosz varázsló (az Árny), aki zsarnok Galbatorix király szolgálatában állt, elfogta őt, és Gil'lead-ben megkínozta, de Arya nem tört meg. Eragon mentette meg Gil'eadból, ahol Arya raboskodott, majd eljutottak a törpékhez. Arya  részt vett az urgalok elleni nagy csatában Farthen Dûrnál, a lázadó vardenek oldalán. Ő öli meg Shruikant a Dauthdaert-el. Fírnen, a zöld sárkány kikel neki, így lovas lesz, sőt a tündék döntése alapján átveszi anyja helyét. A győztes csata után Arya visszatért Eragonnal együtt Ellesmérába, hogy a Sárkánylovas kiképzése elkezdődhessen Oromissal és annak sárkányával, Glaedrrel. Romantikus szál fűzi Eragonhoz, korábban Fäolin közeli barátja.
- Orik: egy törpe, Hrothgar király unokaöccse és fogadott fia, felesége Hvedra. Eragon fogadott testvére. Később klánja vezetője (Grimstborith), sőt a törpék királya. A vardeneket támogatja. Eragonnal tart Ellesmérába Eragon kiképzésére.
- Brom: Eragon apja, és Selena felesége, Morzan gyilkosa, az első Saphira lovasa, Jeod barátja, és Carvahall mesemondója. Egy kék sárkány, első Saphira kelt ki neki, ezáltal Lovas lett. Sárkányát az Esküszegők megölik, emiatt bosszút esküd. Mikor Morzan, az első Esküszegő várában kémkadik beleszeret Selenába, Morzan szeretőjébe, a "Fekete Kézbe". Születik tőle egy gyermeke, de Selena nem sokkal a szülés után meghal. Brom később párbajozik Morzannal és mivel azt hiszi Morzan ölte meg Selenát, ez ad erőt neki. Később részt vesz Saphira tojásának elrablásában.Később Carvahallba költözik, hogy felügyelje fiát, Eragont. Mikor Eragonnak kikel Saphira ő tanítja meg az alapokra. Később Dras-Leona közelében csapdába csalják őket és az egyik ra'zac meggyilkolja.

ITT NYUGSZIK BROM
Aki Saphira sárkány lovasa volt
Holcomb és Nelda fia 
Selena szerelme 
Árnyékölő Eragon apja 
A varden ellenállás megalapítója 
És az Esküszegők Átka. 
Örök élet és dicsőség nevének. 
Stydja unin mor'ranr.
- Glaedr: Oromis aranyszínű sárkánya, Oromissal még Galbatorix lázadásának elején vesztette el egyik mellső lábát, méghozzá két tünde Lovas, Kialandí és Formora miatt, akik tőrbe csalják őt és lovasát, Oromist . Itt megküzdenek velük és megmenekülnek, de Formora levágja Glaedr egyik mellső lábát. Ellesmérában tanította Saphirát, majd mikor Galbatorix Murtaghot irányítva megöli saját és lovasa, Oromis testét, úgy tűnik Eldunaríja megbolondult, ám idővel magához tért, és Eragonnak segít egészen a végső ütközetig
- Oromis (Togira Ikonoka) Glaedr Lovasa, mikor kettőjüket tőrbe csalta Kialandí és Formora, megfertőződött egy speciális "betegséggel" amely miatt elvesztette varázsereje javát, tündeerejét, és gyorsaságát, valamint határozatlan időközönként rohamokat kap. Bromot és Morzant, később Eragont tanítja Ellesmérában. Halálát a Galbatorix által irányított Murtagh okozza.
- Nasuada Adzsihád lánya, a vardenek leghatalmasabb vezére, az ő vezetése alatt esett el a Birodalom. Szerelme Murtagh. Először a Varden tanács azért őt nevezi ki, mert egy bábot akarnak, akit kedvükre irányíthatnak, de Nasuada nem hagyja magát. Eragon hűséget esküszik Nasuadának. Később Nasuadát elrabolja és fogva tartja Galbatorix. Itt szeret bele Murtaghba. Galbatorix megpróbálja rávenni, hogy hűséget esküdjön neki, de ez nem sikerül. A háború megnyerése után királynővé koronázzák.
- Adzsihád Nasuada apja, a vardenek egykori vezére, egy az Ikrek által szervezett merényletben az urgalok megölik.
- Nar Garzhvog a legnagyobb kull, az urgalok vezére. Durza halála után, miután már nem kényszeríti varázslat a királyhoz, rájön, hogy jobb ha csatlakoznak a Vardenekhez. Az Égő Mezők után a Vardenek mellett harcolnak. A háború után beleegyezik, hogy tartsanak harci játékokat, és abba is, hogy legyenek urgal Sárkánylovasok.
- Murtagh: Morzan és Selena fia, Eragon féltestvére, Nasuada szerelme, Tövis lovasa. Galbatorix udvarában született, itt nevelkedett, de később megszökött. Eragont megmenti a Ra'zacok fogságából, de amikor elérnek a Vardenekhez, nem engedi, hogy az Ikrek megvizsgálják az elméjét. Később abban az akcióban, melyben Adzsihád a halálát leli, őt elrabolják az Ikrek, és Galbatorix rezidenciájára viszik. Itt kikel neki az egyik, a vörös tojás. Sárkánya a Tövis nevet kapja. Galbatorix megkínozza, így veszi rá arra, hogy hűséget esküdjön neki. Murtagh kap egy adag Eldunarít, így legyőzi Eragont több ízben. Beleszeret Nasuadába. A végső csatában megvív Eragonnal, de végül Galbatorix ellen fordul és Eragonnak segít. A csata után megtanítja Eragonnak a Nevek Nevét, majd elmegy a vadonba megbánni bűneit.
- Hrothgar: a törpék egykori királya, a vardenek pártján állt, Murtagh meggyilkolta az Égő Mezőkön.
- Angela: egy Teirmben élő füvesasszony. Ő jósol Eragonnak, mikor a lovas először Teirmben jár. Társa Solembem, a „váltott macska”. Az övé a Halálcsengettyű nevezetű kard is, amely szinte minden (akár mágiával védett) anyagot átvág. Ő a legtitokzatosabb szereplő. Mikor azt mondja Csonkamancsú Grimmrnek, hogy "Csipcsirip" Csonkamancsú Grimmr dühös lesz, de Paolini sem a könyvben, sem később nem árulja el. Mint mondja: "feleolyan érdekes lenne, ha mindent tudnának róla". A karakter több vonását is húgáról mintázta.
- Solembum: Angela társa, „váltott macska”. Ő mondja a következőket Eragonnak: Jól figyelj, mert elmondok neked két dolgot. Amikor eljön az idő, és fegyverre lesz

szükséged, akkor nézz be a menoa fa gyökerei alá. Azután amikor úgy tűnik, hogy minden 
elveszett, és az erőd elégtelennek bizonyul, akkor menj el Kuthian sziklájához, és mondd meg a 
nevedet, hogy megnyíljon a Lelkek Sírboltja. 
- Galbatorix: Alagëasia trónbitorlója. Megőrül miután megölik első sárkányát. Megöli Vraelt, és elpusztítja a lovasok rendjét, majd Alagaësia királyának nevezi ki magát. Rájön a Nevek Nevére, és el akarja venni mindenki mástól a mágiát. A negyedik kötet végén rájön, mennyi szörnyűséget csinált a birodalmával.
- Shruikan: Fekete sárkány. Galbatorix varázslata miatt engedi, hogy ő legyen a Lovasa.
- Umaroth: a fehér sárkány, Vrael sárkánya. A Lelkek Sírboltjában a sárkányok összekötője, hiszen nem olyan nagy, hogy fura utakon járjanak gondolatai, de nem is túl kicsi az értelmes gondolatokhoz.
- Durza: Egy Árny, Eragon öli meg a Farthen Dur-i csatában. Mielőtt Árny lett, Carsaib volt a neve, és nomádként élt. Szüleit megölték, de Haeg, a boszorkánymester megmentette és megtanította szellemeket idézni. De mikor Haeg meghalt, Carsaib szellemeket idézett meg és ezek urrá lettek rajt. Így lett ő: Durza, az Árny.[3]

| Lovas (faj)                       | Sárkány (szín)      |
| --------------------------------- | ------------------- |
| "Árnyékölő" Eragon(ember*)        | Saphira Bjartskular |
| Galbatorix(ember*)                | Shruikan            |
| Vrael(tünde)                      | Umaroth             |
| Brom(ember*)                      | Saphira             |
| Oromis, "a gyászoló bölcs"(tünde) | Glaedr              |
| Arya (tünde)                      | Fírnen              |
| Murtagh (ember*)                  | Tövis               |
| Morzan(ember*)                    | Névtelen            |
| Az első Lovas, Eragon(tünde)      | Bid'Daum            |

*Az emberi lovasok az idő múlásával hasonlóak lesznek a tündékhez, Eragonnál ez a változás gyorsabban következik be, az Agaetí Blödhrenen.

## Mágia
A mágia mindent átjár, de csak egyes személyek (lovasok, mágusok, boszorkányok) képesek irányítani. Ehhez gondolataik erejét használják. Létezik egy különleges nyelv, az ősnyelv, aminek használata megkönnyíti a varázslást, emellett lehetetlen hazudni rajta. A mágia használata erőt vesz el használójából, méghozzá annyit, amennyi ahhoz kellene, hogy mágia nélkül tegye azt a dolgot (pl.: egy lökés annyi energiát vesz el, mintha kézzel löknénk meg valakit). Ha valaki túl sok energiát használ el, akkor meghal, a varázslat pedig abbamarad. A mágia használatára képes személyek többnyire képesek olvasni mások gondolataiban, irányítani mások elméjét. Ehhez át kell törni a lény mentális védelmét. Energiát lehet tárolni a drágakövekben és féldrágakövekben, valamint elszívni egy olyan lénytől, amit legyőztünk elmepárbajban. Az ősnyelven mindenkinek van neve, és ha ezt valaki ismeri, az illető hatalmat nyer a megnevezett fölött. Az ősnyelv nevének ismeretében szinte bármely mágikus hatás semlegesíthető.

## Fajok

### Tündék

#### Kinézetük
A tündék füle hegyes, szemük hosszúkás (mandulavágású). Gyönyörűek, részben azért, mert egyesek a kinézetüket mágiával változtatták meg (néhány tünde állati jegyeket adott testének, hogy jobban alkalmazkodhasson környezetéhez). A tündék testén nem nő szőr, eltekintve hajuktól és szemöldöküktől.

#### Jellemzésük
A tündék eleinte egyszerű halandók voltak, az emberekhez hasonló adottságokkal, azonban évezredeken át tartó kapcsolatuk a sárkányokkal örök élettel ajándékozta meg őket (nem halhatnak meg végelgyengülésben). Reflexeik, mozgásuk gyors, érzékszerveik kiválóak, erősebbek bármely embernél, és bár különböző mértékben, de mind képesek bánni a mágiával. Kapcsolatuk a természettel mély, a növényekre gyakran hatnak mágiával, és nem ölnek állatokat, nem esznek húst. Az ősnyelven beszélnek.

#### Vallásuk
A tündék nem hisznek semmilyen istenben, csak a bizonyítható, logikus dolgokban.

#### Lakhelyük
A tündék Du Weldenvardenben élnek, Alagaësia északi részén. Fővárosuk Ellesméra.

### Törpék

#### Kinézetük
A törpék az embernél alacsonyabbak, tömzsik. Fegyvereik fejszék, pörölyök, vértjükön gyakran a klánjuk jelképe látható.

#### Jellemzésük
A törpék kiváló kovácsok, bányászok. Nagyrészt a föld alatt élnek. Minden törpe egy klán tagja, a klán pedig a családja. A törpék mindig a klánjukból választanak társat, betartják klánjuk szabályait, és tisztelik a klán főnökét. A törpék uralkodója a klánfőnökök közül kerül ki.

#### Vallásuk
A törpék többistenhitűek, számtalan mítoszuk, legendájuk van. A törpék vallásában fontos szerepet kapnak a kövek, drágakövek.

#### Lakhelyük
A Beor-hegység, s városaik: Farthen Dûr, Tronjheim, Orthíad, Tarnag, Dalgon, Buragh, Galfni.

### Urgal

#### Kinézetük
Nagy, szarvas lények, bőrük szürkés. Az urgalok fajtája a kull, amely még nagyobb és erősebb.

#### Jellemzésük
Az urgalok vadak, törzseik gyakran háborúznak mind egymással, mind a többi fajjal. Az Örökség végén Eragon felveszi az urgalokat a lovasok közé.

### Sárkányok

#### Kinézetük
Magas, nagy lények, szárnyakkal, tüskés nyakkal. Fejük pikkelyes, ovális-szerű, szemük, foguk csillog. Állkapcsuk erős. Fogaik élesek, azonnal széttépik áldozatukat. Testük kecses, a domináns szín minden árnyalata ragyog pikkelyeiken. Hatalmas tüskék meredeznek hátukból. Combjuk vastag, izmos. Szárnyaik hártyásak, nagyok, könnyen repülnek segítségükkel. Üvöltésük messzire elhangzik. Mágiájuk erős.

#### Jellemzésük
Büszke faj, amely (az emberek Alagësiába érkezése előtt) évszázadokon keresztül háborúzott a tündékkel, törpékkel.
A tündékkel kötött szövetség után létrehozták a Sárkánylovasok rendjét, melynek tagjai tündék, később emberek lehettek, akik sárkány társaikkal együtt tartották fent a békét.
Pikkelyük csillog, tojással szaporodnak, képesek repülni.

#### Vallásuk
Vallásuk nincs.

#### Lakhelyük
A sárkányok vadon élő példányai (lovas nélküli sárkányok) számtalan helyen megtalálhatóak Alagaësiában és azon kívül. A lovasok székhelye Vroengard szigete volt, Alagaësia partjaitól NY-ra, Eragon egy ismeretlen helyen hozta létre újra a lovas rend központját, Alagaësián kívül. Az Örökség ciklus idején csupán 2 (később 3 majd 4) sárkány él Alagaësiában, így nem beszélhetünk lakóhelyről.

## Cselekmény
|  | Alább a cselekmény részletei következnek! |

### Előjáték
Három tündén, Aryán, és két testőrén Glenwingen és Fäolinon rajtaüt egy Árny, Durza és pár urgal. A két testőr hamar életét veszti de Arya elkezd menekülni. Megöl pár urgalt, de Durza felgyújtja az erdőt, így csapdába csalva őt. Arya az utolsó pillanatban teleportálja mágia segítségével a rábízott tojást (melyből később Saphira kel ki). Az Árny azonban mágiával eltalálja, mire Arya eszméletét veszti.

### Eragon
A 15 éves fiú, Eragon, Garrow nagybátyjával és unokatestvérével, Rorannal él egy kis falu, Carvahall határában. Miközben a Gerinc erdejében vadászik (Alagaësia nyugati részén végigvonuló hegységek óriási láncolata, amelyről misztikus legendák keringenek), Eragon legnagyobb meglepetésére egy fényes kék színű kő jelenik meg előtte. Megpróbálja eladni vagy elcserélni a követ, sikertelenül, ezért hazaviszi. 
Utóbb szemtanúja lesz annak, amint kikel egy sárkányfióka a „kőből”, amiről kiderül, valójában egy sárkánytojás. Kérdezősködik Bromtól, a falu öreg mesemondójától (aki már korábban is mesélt Galbatorix király alávaló trónra kerüléséről és árulásáról amivel elpusztította a sárkánylovasok rendjét) a sárkányokról és a sárkánylovasokról. Beszélgetésük után Eragon a sárkányt Saphirának nevezi el. Titokban neveli a sárkányt, mígnem Galbatorix király két ra’zac szolgája Carvahallba érkezik a tojás után kutatva. Mikor Saphira megtudja, kik keresik őket, fejvesztve menekül, Eragonnal a hátán. De Eragon nagybátyját Garrow-t megölik, és felgyújtják a házat, valamint a farmot. Nagybátyja halála után Eragonon urrá lesz a düh és a ra’zac-ok után ered, hogy megbosszulja Garrow halálát. Vele tart Brom is, hogy segítse útja során.
Eragon Sárkánylovas lesz és létrejön közte és Saphira között egy mentális kötelék. Ezen keresztül képesek beszélni, gondolatokat érzéseket cserélni. Yazuacban megtámadják őket az urgalok, a gonosz állatszerű teremtmények. Eragon öntudatlanul mágiát használ, kiejti a "Brisingr" (Tűz) szót és elpusztítja az urgalokat. A mágia azonban annyi energiát elvesz belőle, hogy kis híján meghal. Emiatt az út során Brom (akiről kiderül, hogy többet tud mint amennyi látszik) megtanítja Eragonnak a vívás, a mágia és az ősnyelv alapjait.
Sok várost érintenek, hogy eljussanak Draa-Leonába Ra'zacok búvóhelyére. Eljutnak többek között Teirmbe is, ahol Jeod (akiről kiderül, hogy a Vardenek támogatója), Brom régi barátja odaadja Eragonnak a "Dobia abr Wyrda"-t amelyből Eragon megtanulja a lovasok történelmét. Itt megismerkedik még Angelával, a füvesasszonnyal is aki jósol neki:
Jól figyelj, mert elmondok neked két dolgot. Amikor eljön az idő, és fegyverre lesz
szükséged, akkor nézz be a menoafa gyökerei alá. Azután amikor úgy tűnik, hogy minden 
elveszett, és az erőd elégtelennek bizonyul, akkor menj el Kuthian sziklájához, és mondd meg a 
nevedet, hogy megnyíljon a Lelkek Sírboltja.  
Végül, miután beszivárogtak a Teirmi toronyba, és ott információkat kerestek, Eragon, és Brom megérkeznek Dras-Leonába.Iitt összetűzésbe keverednek a ra’zacokkal a Dras-Leonai katedrálisnál. A ra’zacok csapdába ejtik Eragont, Saphirát és Bromot. Egy különös idegen, Murtagh megmenti őket, de Brom halálos sebet kap és nem sokkal ezután meghal. Azonban haldoklásában elmondja, hogy valaha ő is Sárkánylovas volt, és az ő sárkányának is Saphira volt a neve, de Galbatorix király és az Esküszegők megölték. Saphira tudta ezt, de nem mondta meg Eragonnak, mert Brom megkérte rá. Bromot eltemeti Eragon egy kősírba, amit Saphira öntudatlanul gyémánttá változtat.
ITT NYUGSZIK BROM
Aki Sárkánylovas volt
És nekem apám helyett apám.
Örök élet és dicsőség nevének 
Murtagh lesz Eragon új útitársa. Eragon és Saphira el akar menni a Vardenekhez, a Galbatorix ellen lázadókhoz, de Murtagh nem szivesen tart velük. Útközben Eragon egy gyönyörű tündéről álmodik, akit valahol börtöncellába zártak. Amikor Gil’ead közelében járnak, Eragont elfogják, elkábítják és ugyanabba a cellába zárják, mint a tündét, akiről kiderül, hogy nem csak egy álom. A menekülés közben Murtagh és Saphira magukkal hozzák a tündét is. Eragon és Murtagh megküzd Durzával, az Árnnyal, akit gonosz szellemek szálltak meg. Murtagh eltalálja nyilával Durzát a két szeme között mire Durza megvonaglik és köddé lesz.
A menekülés után Eragon, Saphira és Murtagh átvágnak a Hadarac sivatagon, hogy elérjék a Beor-hegységet, a tündét cipelve. Mikor a tünde egy hétig nem kel fel, Eragon betör az elméjébe, és megtudja a nevét: Arya. Arya elmondja, hogy megmérgezték, ezért egy varázslattal kómába ejtette magát, hogy lassítsa a mérget, de minél előbb el kell jutniuk a vardenekhez, mert ők birtokolják az egyetlen szert amely meggyógyíthatja. Ezek után elméjüket összekapcsolva megmutatja, hogyan juthatnak el hozzájuk.
A csapatot a kullok, a legerősebb urgalok lerohanják, majd üldözik egészen a vardenek erdeibe, ahol el tudnak bújni a hegység mélyeibe. Eragon megtudja, hogy Murtagh Morzan az első Esküszegő fia. Mikor elérnek Farthen Dûrba a vardenekhez, az Ikrek (két kopasz, rút varázsló), a Vardenek mágusai átvizsgálják Eragon elméjét, ám ezt Murtagh saját magánál nem hagyja (nem akarja, hogy másként bánjanak vele apja miatt), ezért bezárják. Aryának beadják a Tunivor Nektárját, az egyetlen ellenszert, ami megmentheti. Eközben Eragon csatlakozik a vardenekhez akiknek a bázisuk Farthen Dûrban a törpék városában van. A vardenektől megtudja hogy Arya küldte a tojást Carvahallba, de véletlenül, illetve hogy Murtagh nem ölte meg Durzát, mert egy Árnyat csak akkor lehet megölni, ha szíven döfik.
Eragonnak és Saphirának a "Csillagzafíron", az Isidar Mithrimen rendezik be szállásukat. Ez egy hatalmas Kristály amely a törpváros fölött lebeg. Eragonnak a város utcáin egy asszony elkezd könyörögni, hogy mentse meg a lányát aki haldoklik. Eragon végül segít és ráolvas lányra: ″Atra gülai un ilian tauthr ono un atra ono waíse skölir frá rauthr!- Kövessen a szerencse és boldogság, ne férhessen hozzád a bánat!″ 
Nem sokkal később egy törp hírt hoz: egy hatalmas urgal hadsereg közeledik Farthen Dûr felé! Amikor a csata elkezdődik, a vardenek és a törpék még épphogy vissza tudják verni a hatalmas sereget. A csata végén Eragon csapdába csalva küzdd meg Durzával, Saphira és Arya segítsége nélkül. Eragon megpróbálja áttörni az Árny mentális védelmét, de ez egyelőre nem sikerül neki. Durza visszavág és végighúzza kardját Eragon hátán. Ekkor Saphira és Arya áttörik az Isidar Mithrimet, így Durzát miközben a repülő szilánkok elől próbál elugrani Eragon szíven szúrja.
A szellemek elhagyják Durza testét, és Eragont elragadják az Árny emlékei. Az emlékek már majdnem elpusztítják, amikor Togira Ikonoka, a Gyászoló Bölcs mentálisan megmenti, és megkéri, menjen el hozzá, Ellesmérába, hogy folytathassa a kiképzést, melyet még Brom kezdett el. Eragon elhatározza, hogy befejezi kiképzését Ellesmérában, a tündék városában. Az Eragon hátán éktelenkedő sebet egyelőre nem tudják meggyógyítani, és így kevés esélye van arra, hogy valaha is megküzdjön Galbatorixszal. Az urgalokat legyőzik, mivel Durzának a rájuk küldött varázsa megtört, így azok egymás ellen fordulnak és a Vardenek könnyen elűzik őket.

### Elsőszülött (Eragon szemszögéből)
Az Elsőszülött három nappal azután kezdődik, hogy Eragon megölte Durzát, az árnyat. A vardenek próbálják összeszedni magukat a Farthen Dûr-i csata után, Adzsihád, Murtagh, és az Ikrek üldözőbe veszik az urgalokat, akik az ütközet végeztével a Farthen Dur-i járatokba menekülnek. Rajtuk üt azonban egy urgal csapat, akik megölik Adzsihádot. Murtagh és az Ikrek eltűnnek a kavarodásban. Az Idősek Tanácsa Nasuadát nevezi ki apjának utódjává, a vardenek vezetőjévé, Eragon pedig hűségesküt tesz neki.
Eragon és Saphira úgy dönt, hogy el kell menniük Ellesmérába, tanulniuk kell A Nyomoréktól, Aki Ép. Indulás előtt Hrothgar törpekirály felajánlja, hogy befogadja Eragont a klánjába, a Durgmist Ingetiumba. Eragon igent mond, így teljes jogú tagja lesz a törpék társadalmának, és részt vehet a tanácskozásaikon.
Arya és Orik, Hrothgar fogadott fia kísérik Eragont és Saphirát a tündék országába. Útközben megállnak Tarnag törpe városban. Egyes törpék barátságosan fogadják őket, ám Eragon megtudja, hogy egy klán egyaltalán nem örül neki és Saphirának.Az Sweldn rak Anhűin a nevük, és gyülölik a Sárkánylovasokat meg a sárkányokat, mert az Esküszegők rengeteget lemészároltak közülük.
A vándorok végül megérkeznek Du Weldenvardenbe, a tündék erdejébe. Ellesmérában Eragon és Saphira találkozik Islazandíval, a tündék királynőjével, akiről kiderül, hogy Arya anyja. Megismerik A Nyomorékot, Aki Ép: egy vénséges tündét, kinek a neve Oromis. Ő is Sárkánylovas. Oromis és sárkánya Glaedr teljes száz éve titkolják létezésüket Galbatorix elől, miközben azt próbálták kimódolni, miként lehetne megölni a királyt.
Oromis és Glaedr régi sebektől szenvednek, amelyek akadályozzák őket a harcban. Glaedrnek hiányzik egy lába, az Esküszegők fogságában megtört Oromis pedig képtelen a komoly mágiára, és gyakran kap béníytó rohamokat.
Eragon és Saphira együtt és külön-külön nekifog a tanulásnak. Eragon alaposabban elsajátítja Alagësia fajainak történelmét, a kardvívás művészetét és a mágusok használta ősnyelvet. Az ősnyelv tanulmányozása közben rádöbben, milyen borzasztó hibát követett el, amikor Saphirával együtt megáldott egy árva csecsemőt Farthen Dûrban. Azt akarta mondani: "Ne férjen hozzád a bánat" de ehelyett azt mondta: "ne férjen hozzájuk a bánat". Arra ítélte a csecsemőt, hogy amíg él, másokat oltalmazzon a balsorstól és szenvedéstől.
Saphira gyorsan tanul Glaedrtól, de Eragon kiképzését hátráltatja az Árnytól kapott seb. Nem elég, hogy elcsúfítja a hátát, de váratlanul képes megbénítani fájdalmas görcsökkel. A fiú nem tudja miként gyarapíthatná vívó- és varázstudományát, ha ezek a görcsök tovább kínozzák.
Ráébred, hogy nem hagyja hidegen Arya. Vonzalmát bevallja a lánynak, aki nyersen visszautasítja és hamarosan elhagyja az erdőt, hogy visszatérhessen a vardenekhez.
Ezután a tündék megülik az Agaetí Blödhrent, a Véreskü Ünnepét, amelyen varázslattal átváltoztatják Eragont. Félszerzet lesz, félig ember, félig tünde, se nem egyik, se nem másik. A szertartás eltünteti a hátáról a sebet, és eltölti a tündék természetfölötti erejével. A vonásai is megváltoznak, hasonlítani kezd a tündékre.
Ekkor Eragon megtudja, hogy a vardenek csatára készülnek a Birodalommal, és kétségbeejtő szükség lenne rá, és Saphirára. Eragon távollétében Nasuada átköltöztette a Vardeneket Farthen Dûrból a birodalomtól délre található Surdába, amely mostanáig megőrizte függetlenségét.
Eragon és Saphira megígéri Oromisnak és Glaedrnak, hogy amint tehetik visszatérnek, és befejezik tanulmányaikat, majd Orik társaságában elhagyják Ellesmérát.
Eragon, a varden hadsereg és a surdai hadsereg készül a csatára Galbatorix katonái ellen, majd a vardenekhez csatlakoznak az urgalok, hiszen Durza meghalt, Galbatorix meg nem tudja őket kordában tartani. Angela, a varázsfőzetek mestere belopakodik az ellenség térfelére és beleönti keverékét az ételükbe, amitől pár százan meghalnak, és ugyanennyien kábulatba esnek. Eragon a Du Vrangr Gata (Bolyongó Ösvény) vezetője lett, ami a mágusokat segíti.
A csata elkezdődik, és Eragon kipróbálja azokat az új képességeket, amelyeket Oromistól tanult. Miután keletről megérkeznek a törpék, egy ismeretlen Sárkánylovas tűnik fel, vörös sárkányon, aki megöli Hrothgart; és két nagy erejű mágus is feltűnik, az Ikrek, akiket halottnak hittek és a csata széléről a vardenek mágusait támadják. Eragon harcba keveredik a levegőben a Lovassal. Hosszú viadal után a földön folytatják harcukat. Az új lovas sokkal erősebbnek bizonyul.
Eragon felfedi az ismeretlen Lovast, aki Murtagh. Murtagh elmondja, hogy az Ikrek elárulták a vardeneket, és ők vitték el Galbatorix elé. Galbatorix egy sárkányt ajándékozott Murtaghnak, aki a Tövis nevet adta neki, és azért esküdött Murtagh Galbatorixnak, mert tudja az igazi nevét, és ezzel zsarolja, mert ha valaki tudja másnak az igazi nevét, akkor uralkodhat felette. Murtagh felfedi Galbatorix valódi tervét: nem az a célja, hogy minden Sárkánylovast megöljön, hanem az, hogy újra építse a Sárkánylovasok Rendjét, és ez csak úgy lehet, ha Saphira párosodik Tövissel, vagy azzal a hímnemű sárkánnyal, aki a másik tojásban van.
Murtagh sokkal erősebb Eragonnál és Saphiránál, és olyan varázslatokat használ, ami a normál embereket pár perc alatt megöli. Murtagh felfed még egy titkot, Murtagh és Eragon apja ugyanaz a személy, azaz Morzan, és anyjuk, Selena is ugyanaz. Murtagh egy okos csellel ellopja Morzan kardját, mert szerinte a Zar’Roc az ő öröksége. Eragon kijelenti, hogy lehet a szülője Morzan és Selena, de az apja Garrow, és Roran inkább testvére, mint Murtagh.
A győztes csata után Roran és Eragon elhatározza, hogy megmentik Katrinát és megölik a ra’zacokat.

### Elsőszülött (Roran szemszögéből)
Eragon kalandjaival párhuzamosan unokatestvérének, Rorannak is megvoltak a maga kalandjai:
Galbatorix Carvahallba küldi a ra'zacokat és egy csapat birodalmi katonát, hogy fogják el Rorant, akit fel akarnak használni Eragon ellen. Rorannak sikerül a hegyekbe menekülnie, majd a falu többi lakójával együtt megpróbálják elkergetni a katonákat.
|  | Itt a vége a cselekmény részletezésének! |

## Magyarul
- Az örökség; Európa, Bp., 2005–2012
  - 1. Eragon; ford. Bihari György; Európa, Bp., 2005
  - 2. Elsőszülött; ford. Bihari György, Sóvágó Katalin; Európa, Bp., 2006
  - 3. Brisingr; ford. Bihari György, Sóvágó Katalin; 2009
  - 4. Örökség avagy A lelkek sírboltja; ford. Urbán Erika; Európa, Bp., 2012

## A regényfolyam kötetei
1. Eragon, (az angol címe azonos, 2003), magyar kiadás: 2005.
2. Elsőszülött, (az eredeti címe: Eldest, 2005), magyar kiadás: 2006. október 30.
3. Brisingr, avagy Zafírpikkely Saphira sárkány és Árnyékölő Eragon hét ígérete (az angol címe azonos, 2008. szeptember 20.), magyar kiadás: 2009. április 8.
4. Örökség avagy a lelkek sírboltja (eredeti címe: Inheritance, 2011. november 8.), magyar kiadás: 2012. december 1.[4]